# Moreton Corbet Castle

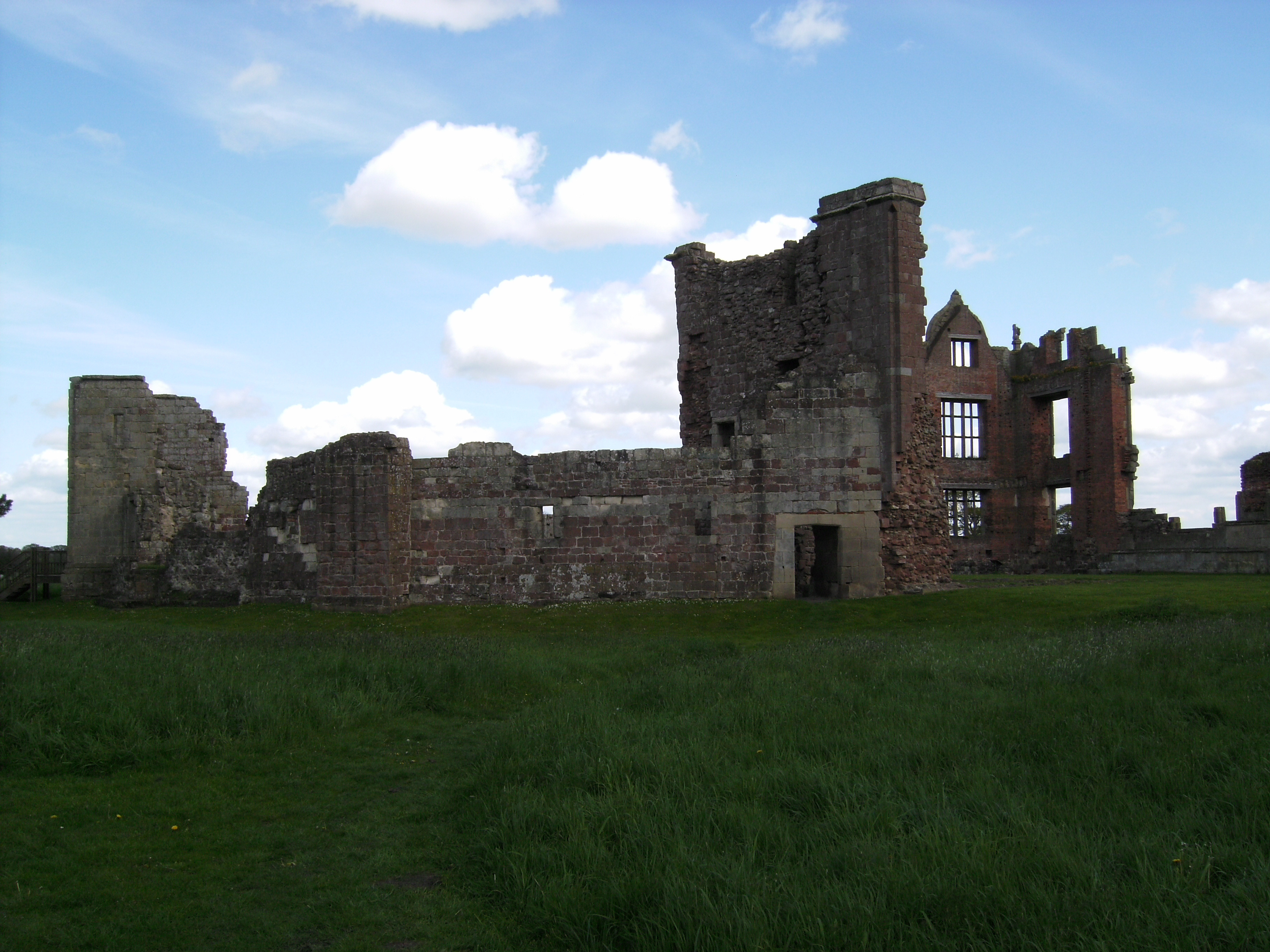
Moreton Corbet Castle von Westen

Moreton Corbet Castle ist eine Burgruine in der Nähe des Dorfes Moreton Corbet, etwa 13 km nordöstlich von Shrewsbury in der englischen Grafschaft Shropshire. English Heritage hat sie als historisches Bauwerk I. Grades gelistet. Die Ruinen sind aus unterschiedlichen Bauperioden: Es gibt die mittelalterliche Burg und ein Herrenhaus aus elisabethanischer Zeit. Keines der Gebäude wurde nach dem 18. Jahrhundert noch genutzt.

## Geschichte

### Mittelalterliche Burg

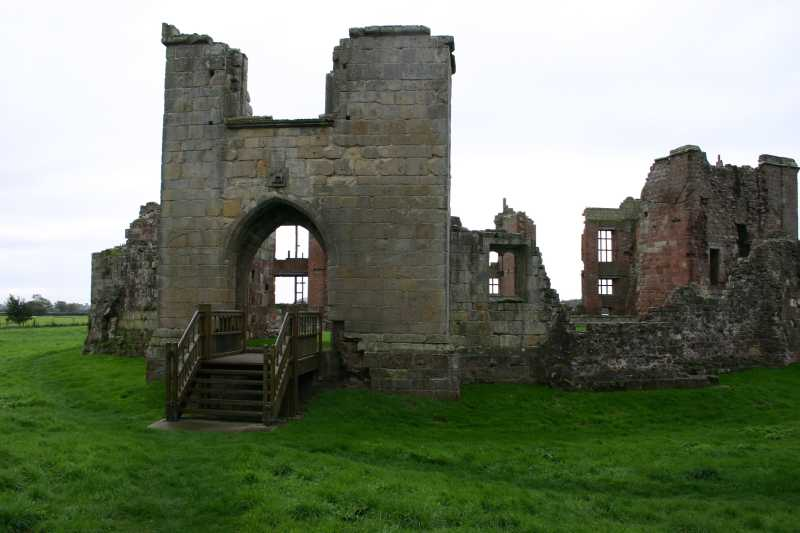
Torhaus aus dem 16. Jahrhundert

1086 lebten zwei angelsächsische Thanen, Hunning und Wulfgeat, in Moreton Corbet. Vielleicht lebten sie auch in einem befestigten Gebäude. Anfang des 12. Jahrhunderts lebte dort ein anderer Engländer namens Toret. Sein Nachfahre, Peter Toret, war 1166 der Herr von Moreton Corbet und es ist wahrscheinlich, dass er in einer Burg wohnte. Im Februar 1216 bestürmte William Marshal, 2. Earl of Pembroke, Moreton Corbet Castle im Auftrag von König Johann Ohneland gegen Bartholomew Toret. Damals nannte man die Burg Moreton Toret Castle. 1235 starb Bartholomew Toret und Richard de Corbet, sein Schwiegersohn, erbte die Burg und änderte ihren Namen.
Das nächste Mal trat Moreton Corbet Castle im englischen Bürgerkrieg geschichtlich in Erscheinung, als es mindestens viermal den Besitzer wechselte. Letztlich blieb es aber Eigentum der Familie Corbet.

### Herrenhaus

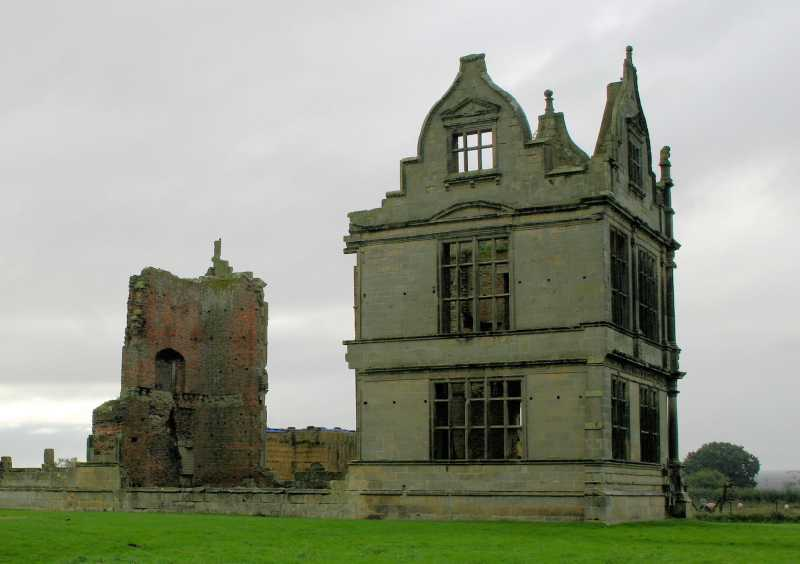
Gebäude aus elisabethanischer Zeit

Im 16. Jahrhundert ließ Sir Andrew Corbet viele Änderungen am Torhaus und der Umfassungsmauer ausführen. Als er 1578 starb, wollte sein Sohn Robert Corbet, der in seiner Zeit als Diplomat im Ausland viel klassische Architektur gesehen hatte, beeinflusst von dieser, ein neues Herrenhaus errichten lassen. Leider starb er bereits 1583 an der Pest. Nach seinem Tod führten seine beiden Brüder, Richard Corbet und Vincent Corbet, seine Pläne fort. Sie ließen das neue Herrenhaus bauen und ließen die Überreste der alten Festung.

### Bürgerkrieg
Im englischen Bürgerkrieg diente Moreton Corbet Castle als Teil der royalistischen Verteidigungseinrichtungen von Shrewsbury. Die Burg wurde mehr als einmal belagert und bei den Kämpfen stark beschädigt. Einmal wurde die Burg von lediglich zehn Roundheads eingenommen. Schließlich wurde sie von der späteren „Heimatgarde“ unter parlamentaristischem Regiment eingenommen.

## Die Ruinen
Die Ruinen können bei Tageslicht kostenlos besichtigt werden.
Heute kommt man von Westen zur Burgruine, wo man sein Auto am Straßenrand abstellen kann. Es gibt aber auch einen Eingang von Norden, von Grundstück der Kirche aus. Den Unterschied zwischen den Ruinen der mittelalterlichen Burg und der des späteren Herrenhauses erkennt man sofort. Das Gebäude aus elisabethanischer Zeit erstreckt sich südlich und westlich der Burg.
Der Hauptweg führt an den meisten mittelalterlichen und elisabethanischen Ruinen vorbei zum Torhaus, das im 16. Jahrhundert neu aufgebaut wurde. Dort lag der Eingang zur mittelalterlichen Burg. Auch wenn Sir Andrew Corbet es reparieren und anpassen ließ, sorgte er doch dafür, dass sein wichtiger Verteidigungscharakter erhalten blieb. Über dem Torbogen sind sein Monogramm und die Jahreszahl 1579 in einen Steinquader gemeißelt, der über einem anderen, gleichartigen Stein liegt, der das Helmkleinod der Familie (ein Elefant) und die Burg als Relief trägt. Da Corbet am 16. August 1578 starb, musste die Inschrift nach seinem Tod am Gebäude angebracht worden sein, was annehmen lässt, das es noch unvollendet war.
Das Torhaus besitzt heute kein Dach mehr. Hinter dem gotischen Spitzbogen am Eingang sieht man noch die Kragbögen, die einst das Dach trugen, und die Zinnen des Turms.
Wenn man in den inneren Hof eintritt und nach Norden blickt, erschließt sich einem das Layout der mittelalterlichen Burg. Der Donjon im Westen war mit dem Torhaus durch eine unregelmäßige, oft umgebaute Kurtine verbunden, die sich dann nach Süden wendete und das Gelände umschloss, sodass sie einen Burghof bildete. Die Mauern sind heute ruinös, sodass man die Kirche im Hintergrund sieht. Das gesamte Mauerwerk ist die Musketenschüsse aus dem Bürgerkrieg pockennarbig. Sir Andrew ließ einen großen Wohntrakt an diese Mauer bauen, der Küchen im Erdgeschoss und Gemächer im Obergeschoss beherbergte.
Am Westende der ausgedehnten Kurtine steht ein schöner Donjon mit rechteckigem Grundriss, der zwei oberirdische Stockwerke und einen Keller hat. Er ist schwer zu datieren, es ist aber möglich, dass er aus dem 11. Jahrhundert stammt, auch wenn es wahrscheinlicher ist, dass er erst im 12. Jahrhundert gebaut wurde, oder gar erst im 13. Der Eingang war durch einen erhöhten Torbogen und die offenen Kamine in der unteren Wohnetage kann man heute noch sehen. Dieser Turm wurde intensiv genutzt und mehrmals umgebaut; schließlich wurde er im 16. Jahrhundert zu einem Lagerraum. Um 1700 war er noch bewohnt.
Die Mauer im Westen und im Süden des Donjons ist fast ganz entfernt worden, was eine Lücke zwischen der Burg und dem späteren Haus auf dieser Seite ergibt.
Das Mitte des 16. Jahrhunderts für Sir Andrew Corbet gebaute Haus füllte den Burghof östlich des Donjons. Östlich und südlich des Torhauses öffneten sich diese Wohngebäude aus der Tudorzeit in einen Rittersaal. Ein großer offener Kamin ist im Obergeschoss sichtbar, ein kleinerer im Erdgeschoss. Es gab Tore durch die Kurtine zu den Toiletten.

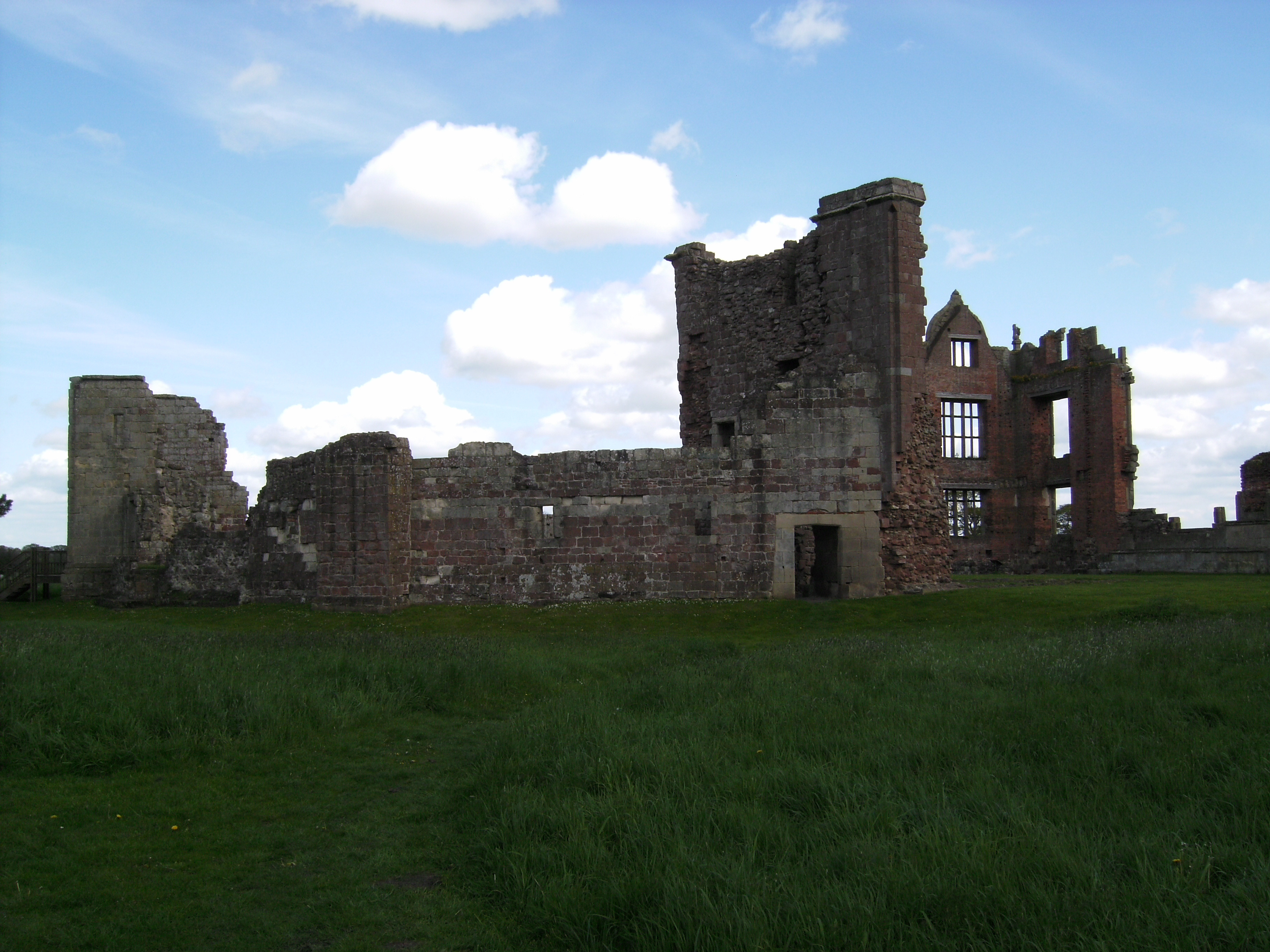
1. Gesamtüberblick über die mittelalterliche Burg von Nordwesten. Das elisabethanische Haus steht dahinter.
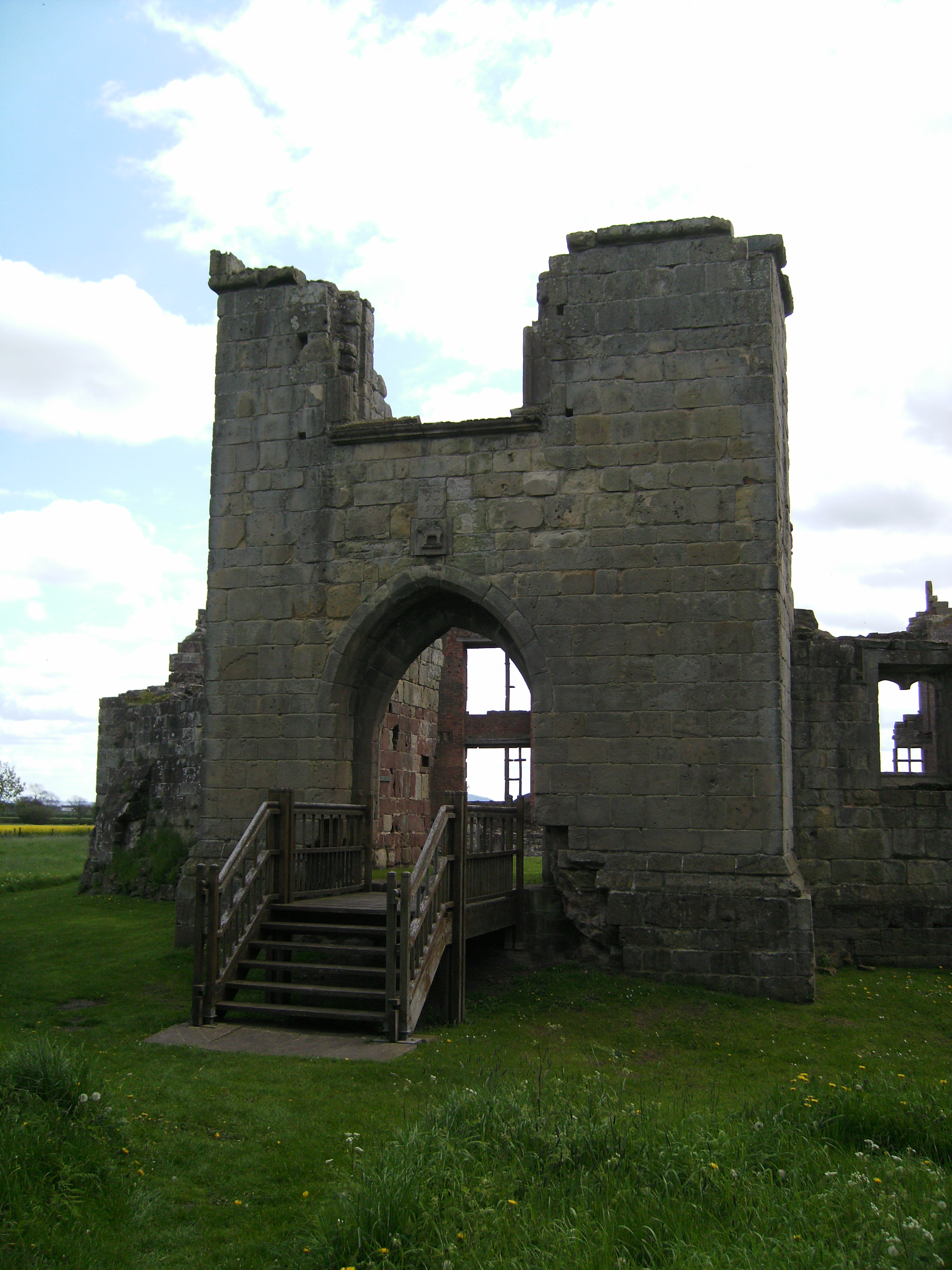
2. Mittelalterliches Torhaus von außen, von Norden.
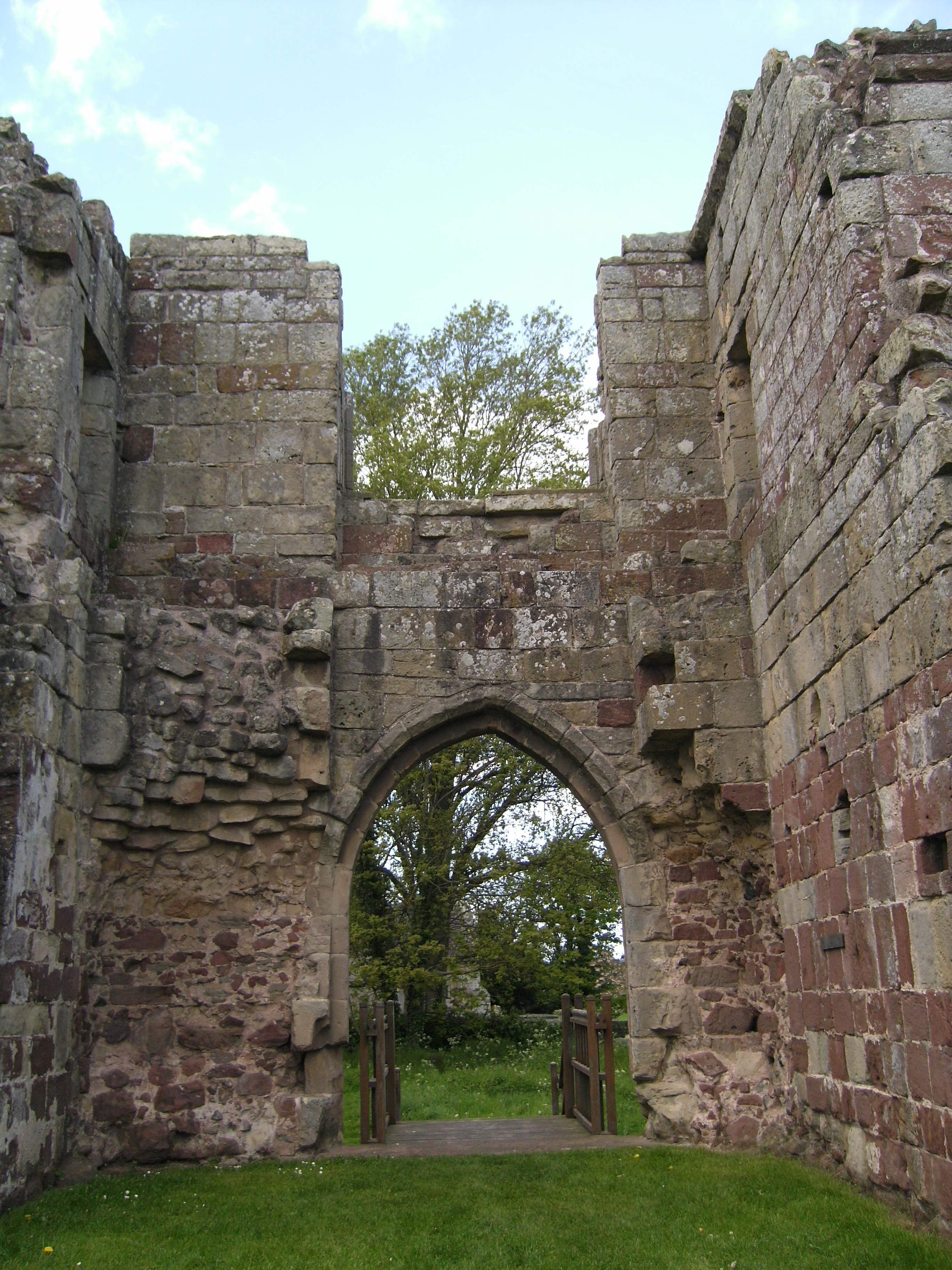
3. Inneres des mittelalterlichen Torhauses
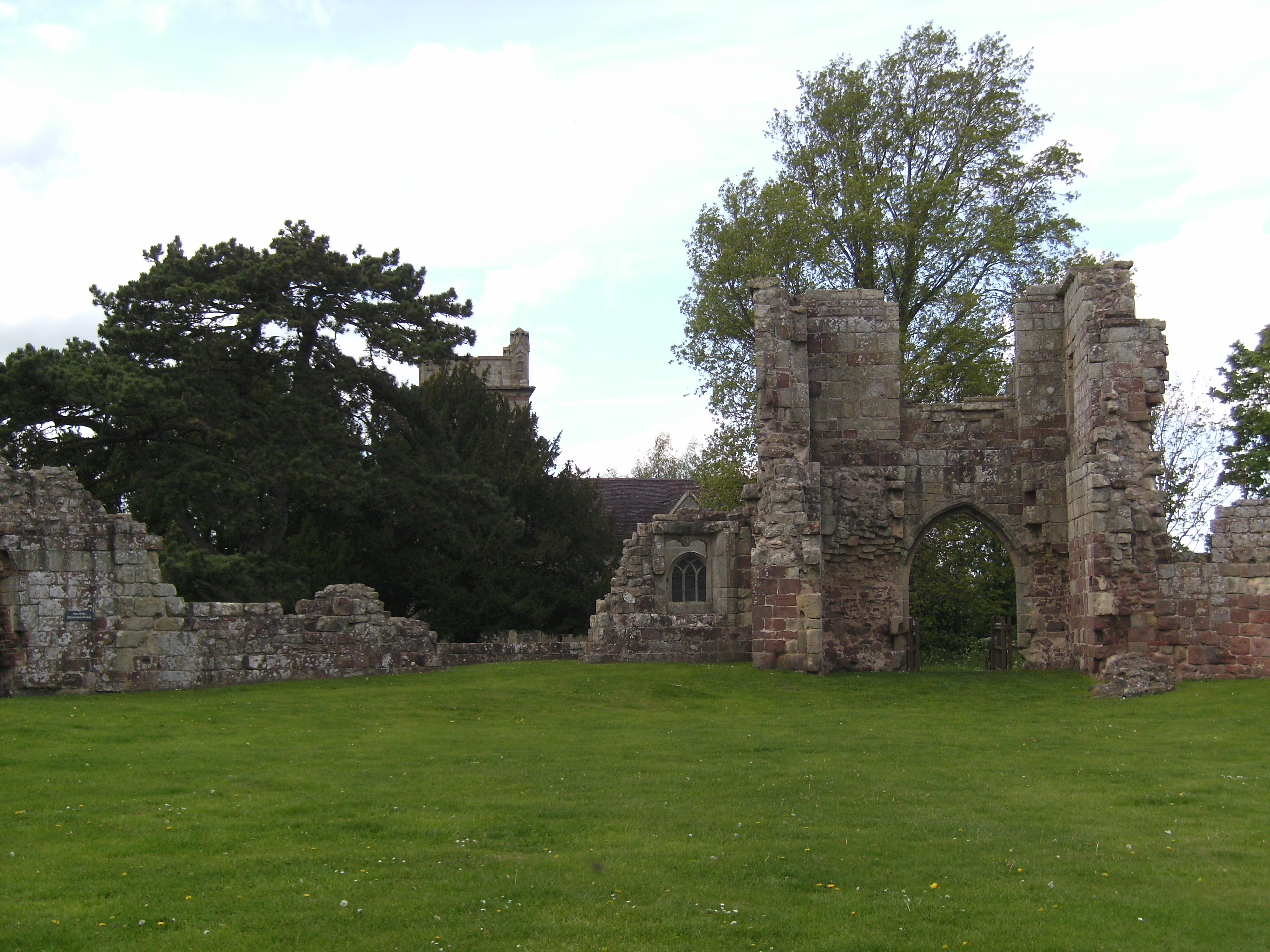
4. Innerer Burghof mit Torhaus rechts und Kirche im Hintergrund
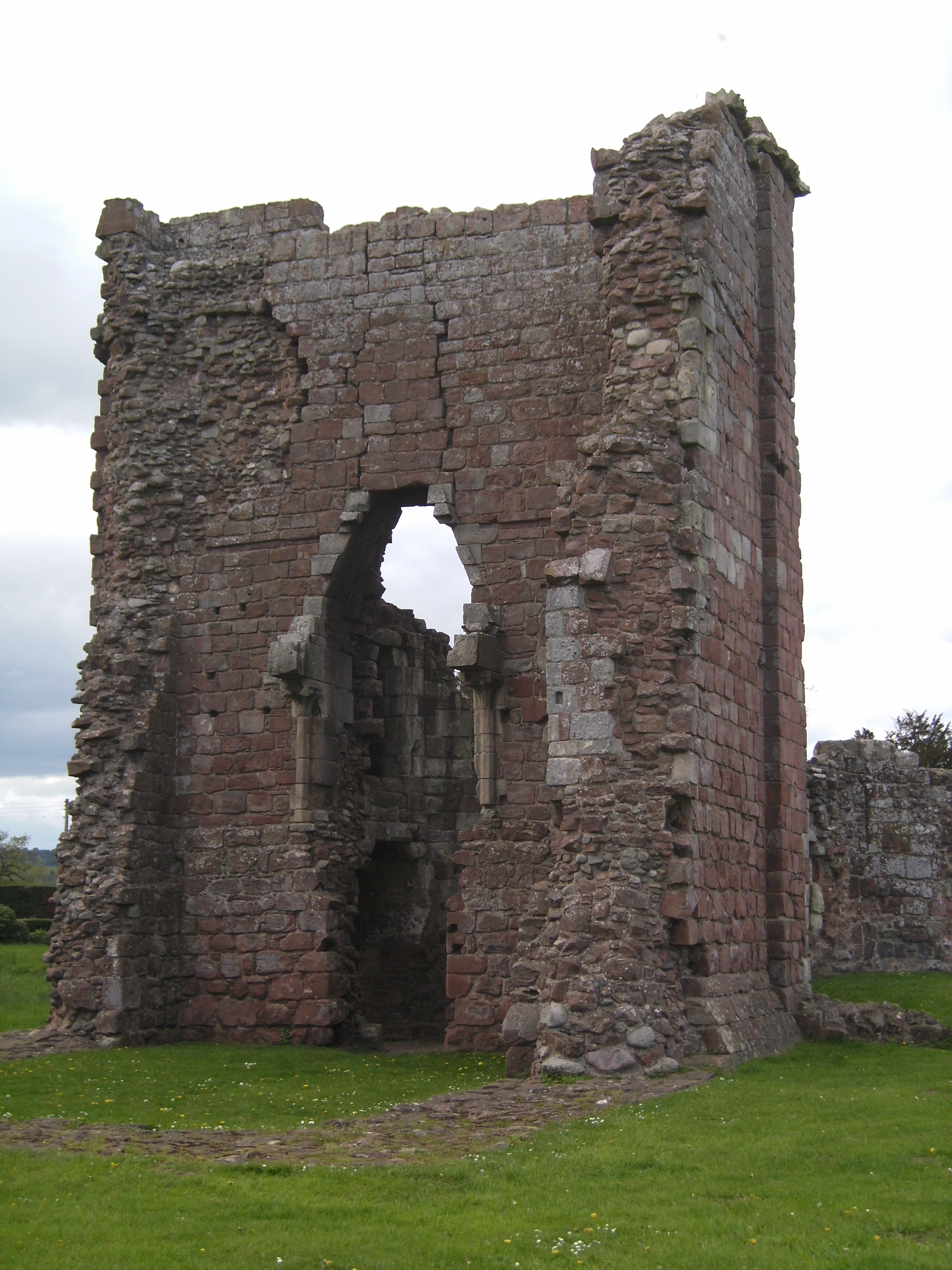
5. Überreste des Donjons
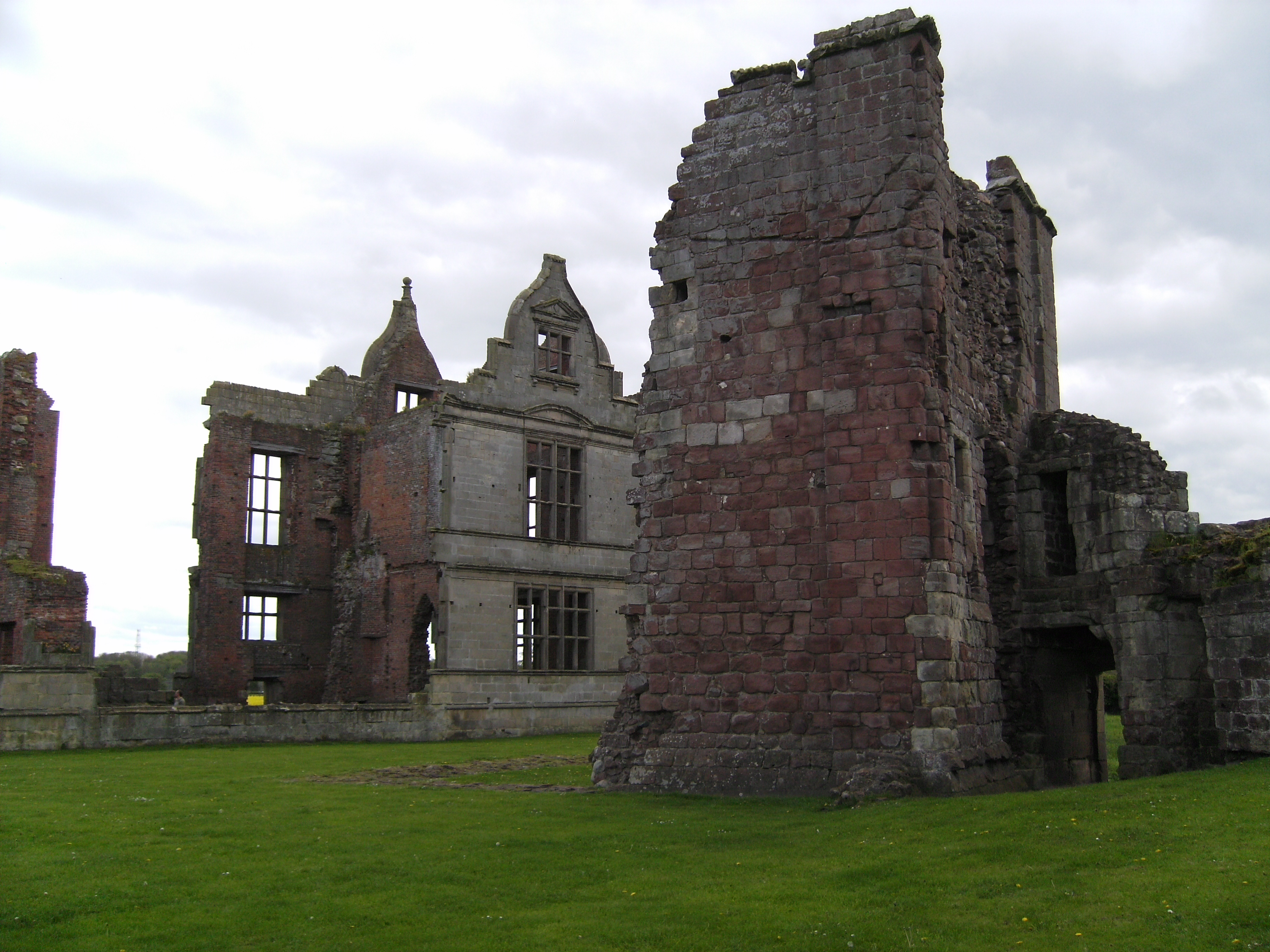
6. Überreste des Donjons und Teil der westlichen Gebäudeflucht. Westteil des elisabethanischen Hauses dahinter.
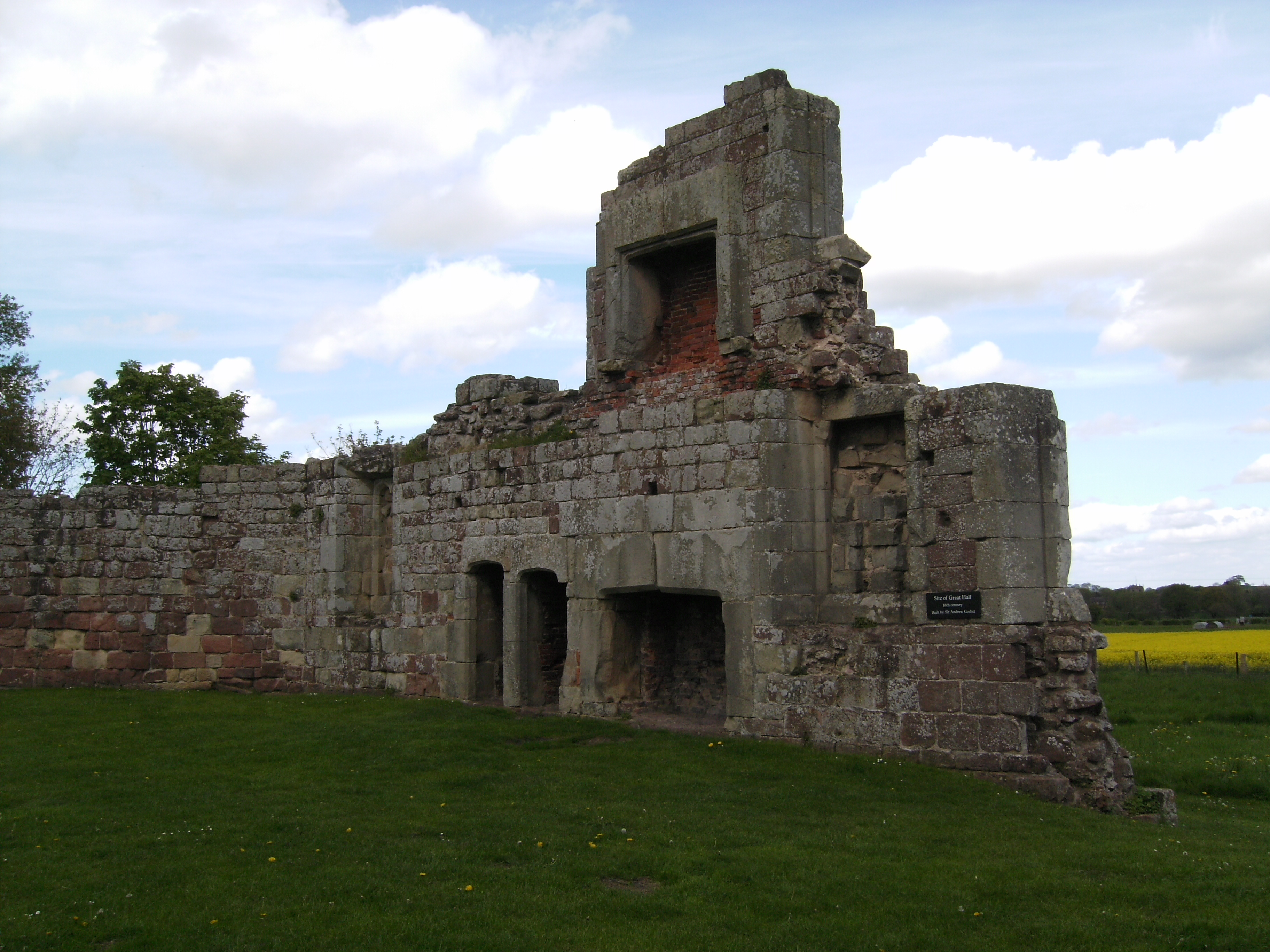
7. Lage des Rittersaals aus der Tudorzeit. Man sieht offene Kamine und Türen zu den Toiletten.
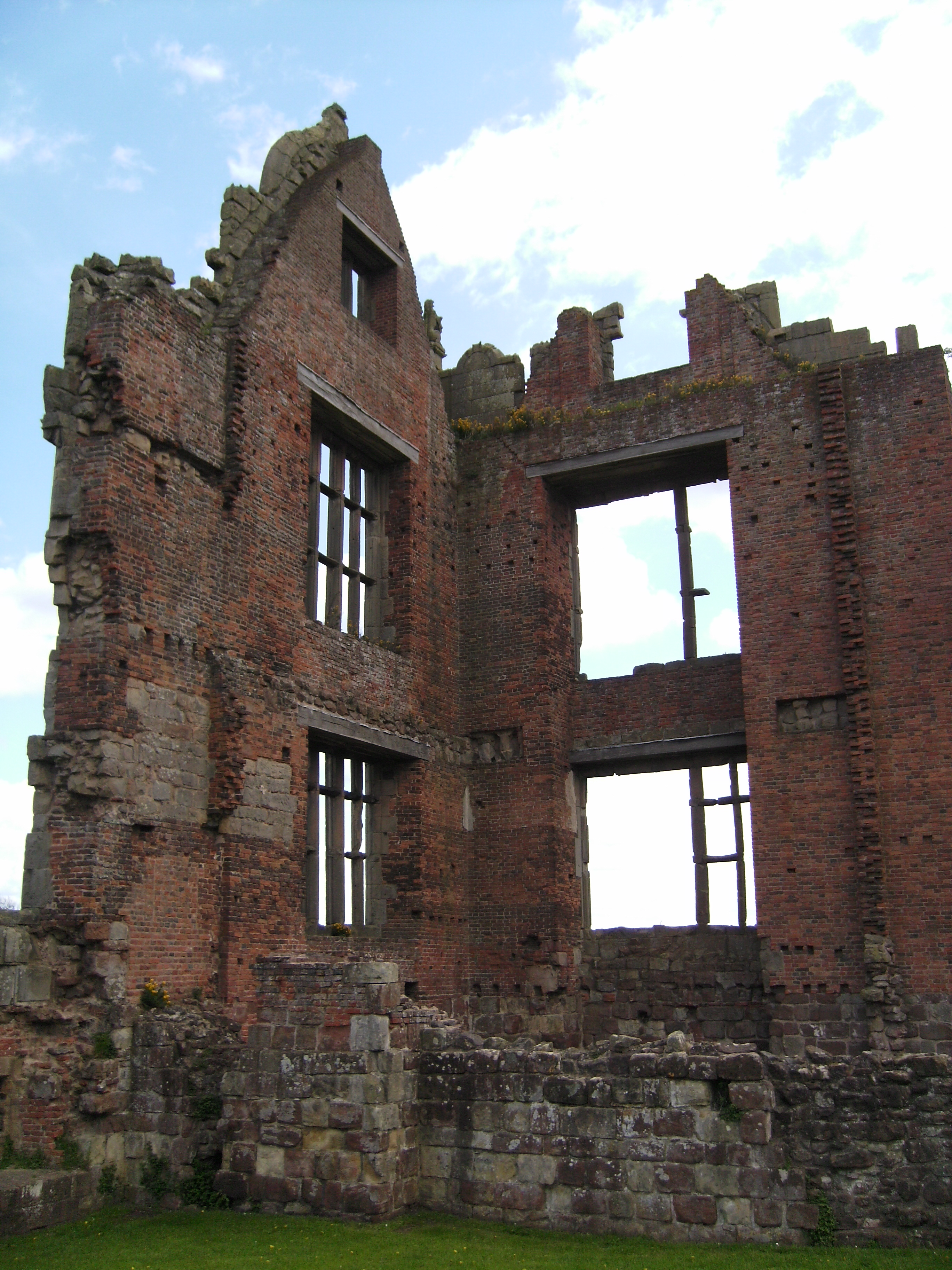
8. Östliches Ende und Inneres des elisabethanischen Hauses
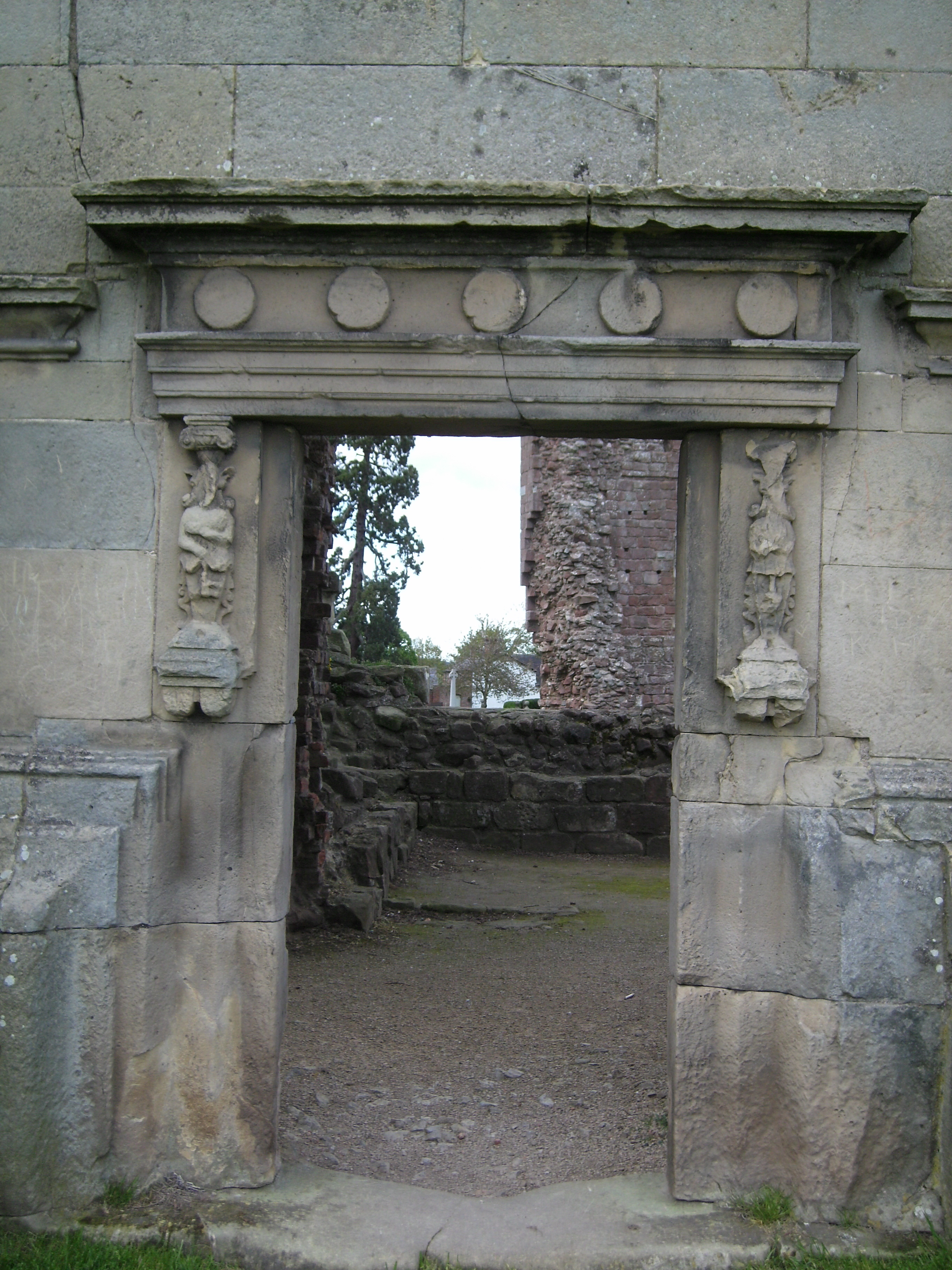
9. Südlicher Eingang zum elisabethanischen Haus
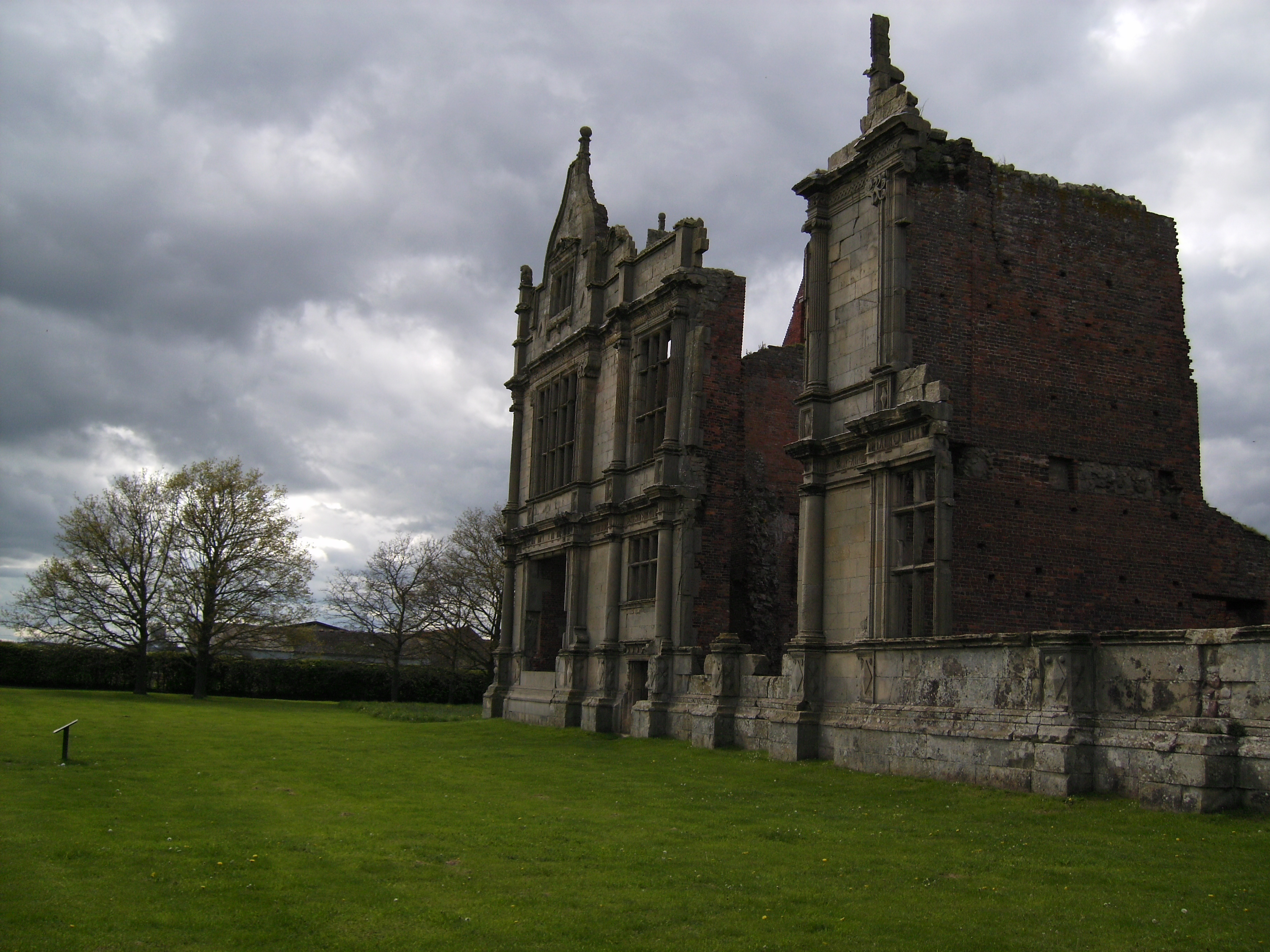
10. Westliches Ende der Südfassade des elisabethanischen Hauses
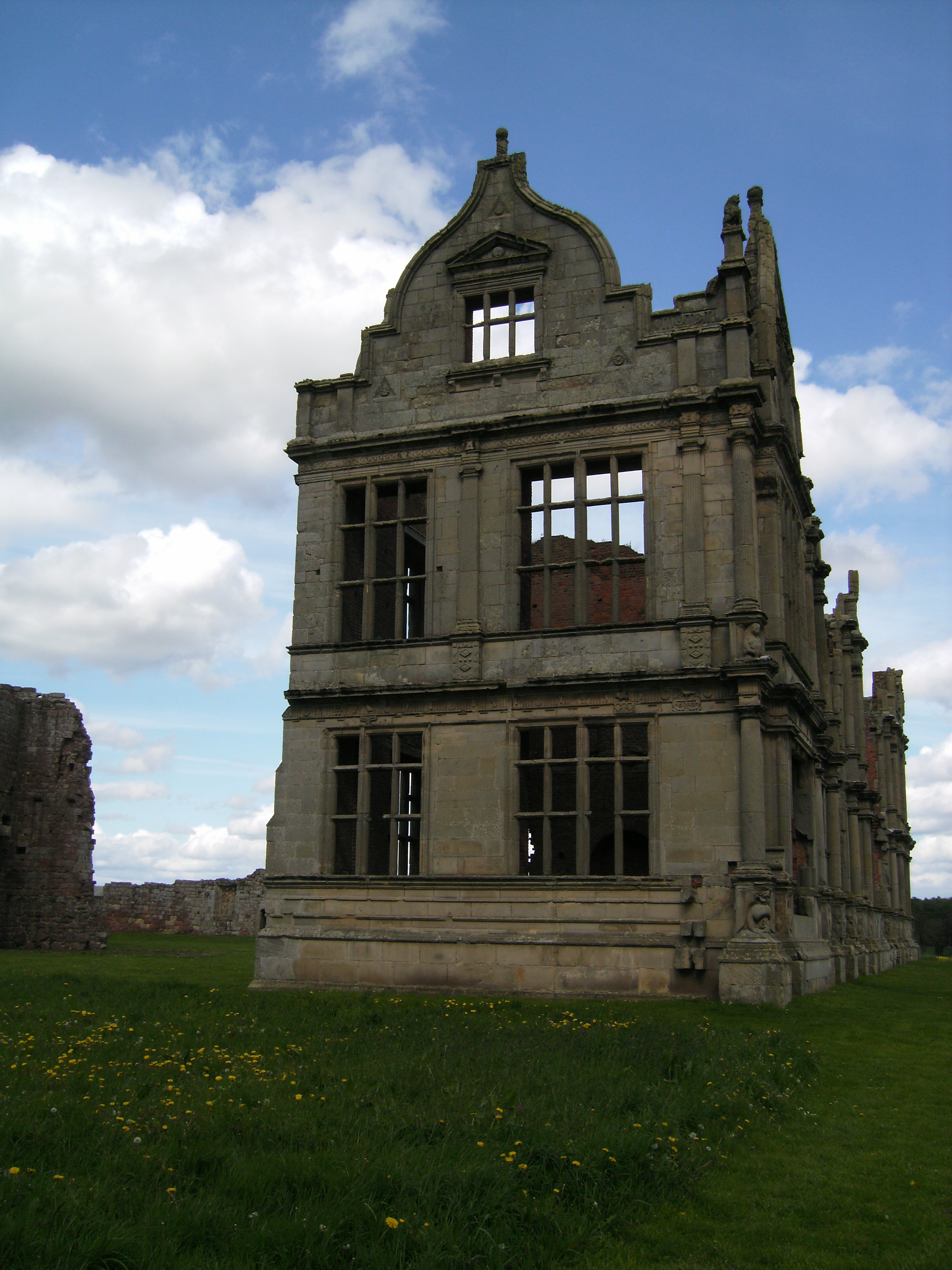
11. Ansicht des elisabethanischen Hauses von Westen
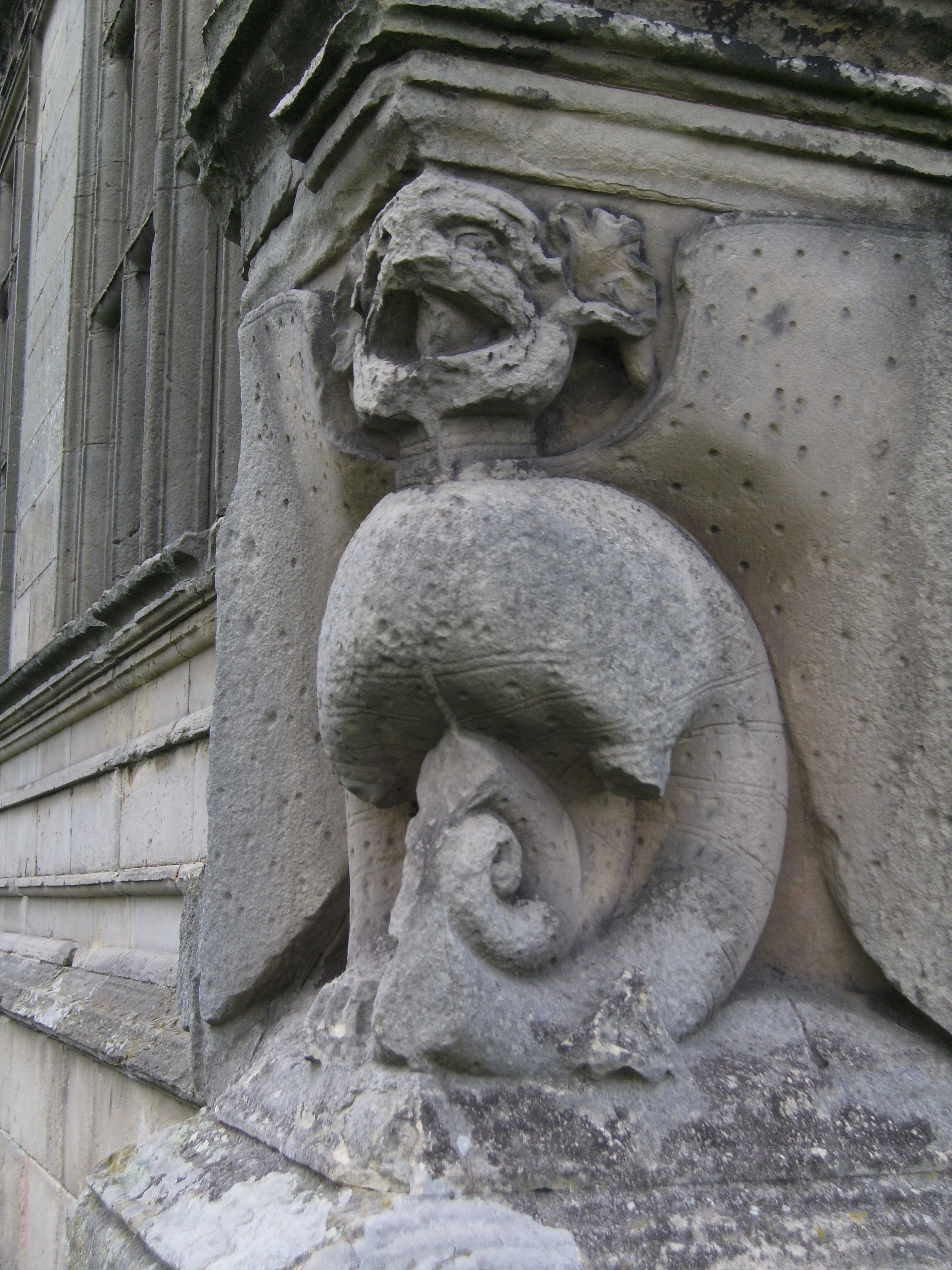
12. Chimäre an der Westecke der elisabethanischen Fassade
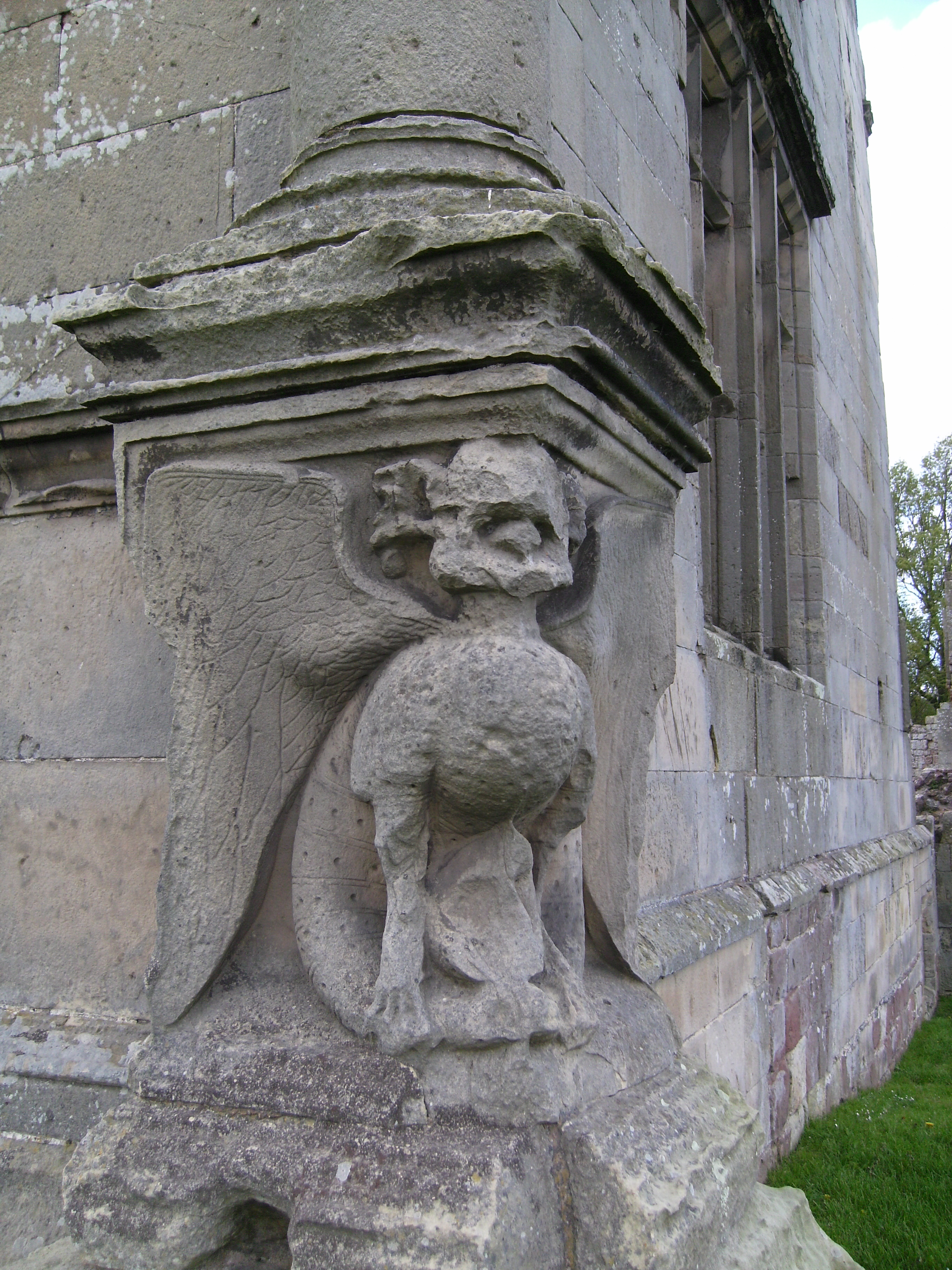
13. Wyvern an der Ostecke der elisabethanischen Fassade

Südlich der Burg ließ Sir Andrews Sohn Robert, der 1583 starb, ein breites, flaches Haus in modernerem Stil bauen, das William Camden als „ein höchst prächtiges und repräsentatives Haus nach italienischem Modell“ beschrieb. Es scheint, dass es von italienischen Bauwerken beeinflusst war, die Robert auf seinen diplomatischen Reisen gesehen hatte, einschließlich Palladios Basilica Palladiana in Vicenza. Das Haus war mit Stein verkleidet, aber die Kerne der Mauern waren aus Ziegeln.
Man kann direkt durch das elisabethanische Haus gehen und es durch das Haupttor in der Südwand verlassen. Diese war fein mit Steinmetzarbeiten dekoriert, so wie der Rest der Fassade.
Das Haus wurde schwer beschädigt, aber der Westteil ist größtenteils komplett.
Ein Blick von schräg westlich vermittelt einen guten Eindruck der ursprünglichen Konstruktion. Obwohl es von italienischem Stil inspiriert und fein geschmückt war, sind doch die Steinmetzarbeiten sehr ländlich ausgeführt.
Ein Chimäre ist in die Südwestecke gemeißelt.
Ein Wyvern stellt das Gegenstück am anderen Ende der Fassade dar.

## Heutiger Zustand
Obwohl die Gebäude nach dem Bürgerkrieg repariert wurden, waren die Gebäude sein dem 18. Jahrhundert nicht mehr genutzt und wurden teilweise abgerissen. Sie gehören auch heute noch der Familie Corbet, werden aber von English Heritage verwaltet. Die Familie zog in die nahegelegene Acton Reynald Hall.